# Heilongjiang
Heilongjiang, romanizat înainte ca Heilungkiang, este o provincie în nord-estul Chinei. Este cea mai nordică și cea mai estică provincie a țării. Provincia se învecinează cu Jilin la sud și cu Mongolia Interioară la vest. De asemenea, are graniță cu Rusia (Regiunea Amur, Regiunea Autonomă Evreiască, Ținutul Habarovsk, Ținutul Primorie și Ținutul Țransbaikalia) la nord și la est. Capitala și cel mai mare oraș al provinciei este Harbin. Printre diviziunile administrative la nivel de provincie, Heilongjiang este a șasea ca mărime, a 15-a ca populație și penultima ca PIB pe cap de locuitor.
Numele provinciei (care în chineză înseamnă „Râul Dragonului Negru”) provine de la râul Heilong (numele chinezesc al Amurului), care marchează granița dintre Republica Populară Chineză și Rusia. În Heilongjiang se află punctul cel mai nordic al Chinei (în orașul Mohe pe Amur) și cel mai estic punct (la confluența râurilor Amur și Ussuri).
Heilongjiang are o producție agricolă semnificativă și materii prime, cum ar fi lemn, petrol și cărbune.

## Istorie
Înregistrările antice chineze și alte surse afirmă că Heilongjiang a fost locuit de popoare precum Sushen, Buyeo, Mohe, Balhae și Khitan. Poporul mongolic Donghu locuia în Mongolia Interioară și în partea de vest a Heilongjiang. Unele nume sunt manciuriene sau mongole. Porțiunea de est a Heilongjiang a fost cârmuită de regatul Balhae între secolele VII și X. Dinastia Jin (1115–1234) care a cârmuit ulterior o mare parte din nordul Chinei s-a ridicat în granițele Heilongjiang-ului de astăzi.
Heilongjiang ca entitate administrativă a fost creată în 1683, în timpul erei Kangxi a dinastiei manciuriene Qing, din partea de nord-vest a provinciei Jilin. Migrația chinezilor Han în aceste zone din adâncul Manciuriei a fost interzisă.
În 1858 și 1860 guvernul Qing a fost forțat să cedeze toate pământurile de dincolo de râurile Amur și Ussuri Imperiului Rus, tăind Imperiul Qing de Marea Japoniei și dând Heilongjiang-ului frontiere sale de astâzi la nord și la est. După aceasta Manciuria a fost deschisă pentru migrația chinezilor Han de către guvernul Qing. Astfel, spre începutul secolului al XX-lea, chinezii Han au devenit grupul etnic dominant în regiune.

## Geografie
Heilongjiang este un ținut cu topografie variată. O mare parte a provinciei este dominată de lanțuri muntoase, cum ar fiHinganul Mare și Hinganul Mic, Munții Zhangguangcai, Munții Laoye și Munții Wanda. Cel mai înalt vârf este muntele Datudingzi, la 1.690 m, situat la granița cu provincia Jilin. În Hinganul Mare are cea mai mare pădure virgină rămasă a Chinei și este o zonă importantă pentru industria forestieră.

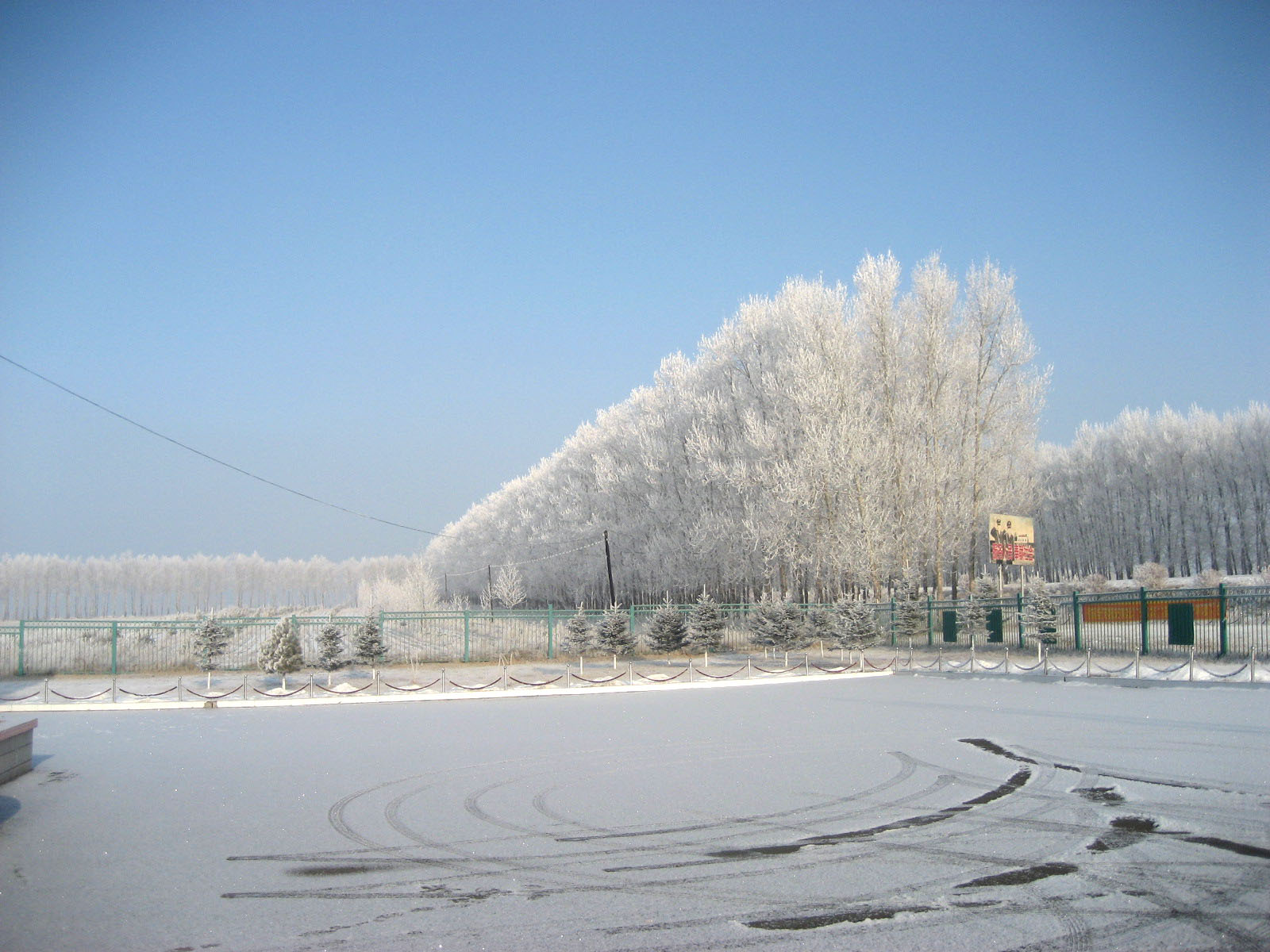
Iarna în Heilongjiang

Un climat continental umed (Köppen Dwa sau Dwb) predomină în provincie, deși zonele din nordul îndepărtat sunt subarctice (Köppen Dwc ). Iernile sunt lungi și reci, cu o medie între –31 și –15 °C în ianuarie, iar verile sunt scurte și calde până la foarte calde, cu o medie între 18 și 23 °C în iulie. Precipitațiile medii anuale sunt 400-700 mm, concentrate puternic vara. Vremea senină predomină pe tot parcursul anului, iar primăvara, Câmpia Songnen și Câmpia Sanjiang oferă surse abundente de energie eoliană.

## Economie
În 2017 PIB-ul nominal al Heilongjiang era de 1,62 trilioane de yuani (cca. 240 miliarde USD), cu o rată anuală de creștere de 12,2%. PIB-ul său pe cap de locuitor era de 42.699 de yuani (6.324 USD). În 2006 venitul disponibil pe cap de locuitor al rezidenților urbani din Heilongjiang a ajuns la 11.581 de yuani (1.667 USD), o creștere cu 13% față de anul precedent. Venitul net pe cap de locuitor al rezidenților rurali din provincie a ajuns la 4.856 de yuani (700 USD), o creștere cu 17,5% față de 2007.
Heilongjiang găzduiește cele mai mari plantații de orez, porumb și soia din China, cu un total de 14,37 milioane ha de cereale, inclusiv 4 milioane ha de orez și 5,5 milioane de porumb. Heilongjiang are suprafețe vaste de cernoziom, unul dintre cele mai fertile tipuri de sol. De la începutul secolului al XX-lea, agricultura în centura de cernoziom s-a extins de aproape 100 de ori, iar după anii 1960 agricultura din regiune s-a transformat în agricultură modernă, cu mecanizare grea și o creștere a utilizării îngrășămintelor. Heilongjiang este una dintre principalele zone de producție din Asia a orezului japonica, cunoscut pentru soiurile de orez de înaltă calitate. Introducerea soiurilor rezistente la frig, politicile favorabile și schimbările climatice au contribuit toate la o creștere semnificativă a producției de orez în ultimii ani.
Heilongjiang este, de asemenea, o sursă importantă de cherestea pentru China. Pinul, în special pinul coreean și zada sunt cele mai importante forme de cherestea produsă în Heilongjiang. Pădurile se găsesc mai ales în munții Hinganul Mare și munții Hinganul Mic, care găzduiesc și specii de animale protejate, cum ar fi tigrul siberian, cocorul cu coroană roșie și râsul.
Zootehnia în Heilongjiang este centrată pe cai și vite; provincia are cel mai mare număr de vaci de lapte și cea mai mare producție de lapte dintre toate diviziunile la nivel de provincie ale Chinei.
Heilongjiang face parte din nord-estul Chinei, baza industrială tradițională a țării. Industria se concentrează pe cărbune, petrol, cherestea, mașini și produse alimentare. Datorită amplasării sale, Heilongjiang este și o poartă importantă pentru comerțul cu Rusia. De când un val de privatizare a dus la închiderea fabricilor necompetitive în anii 1990, Manciuria a suferit de pe urma stagnării. Drept urmare, guvernul a început campania „Revitalizarea nord-estul Chinei” pentru a face față acestei probleme, promovând sectorul privat ca metodă preferată de reformă economică.
Petrolul este de mare importanță în Heilongjiang, iar câmplurile petrolifere Daqing sunt o sursă importantă de petrol pentru China. Cărbunele, aurul și grafitul sunt alte minerale importante care se găsesc în Heilongjiang. Heilongjiang are, de asemenea, un potențial mare pentru energie eoliană, cu o capacitate potențială pentru producția de energie de 134 gigawați.

## Demografie

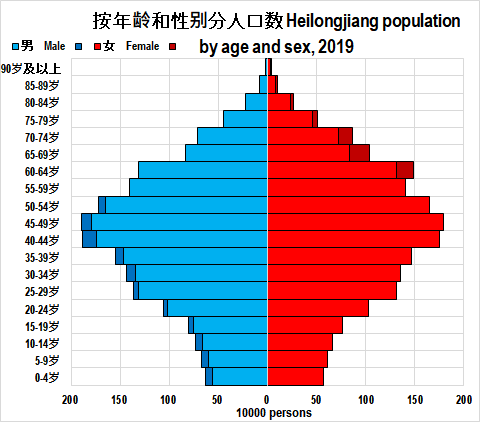
Piramida populației din Heilongjiang în 2019

| Grupuri etnice din Heilongjiang (recensământul din 2000) | Grupuri etnice din Heilongjiang (recensământul din 2000) | Grupuri etnice din Heilongjiang (recensământul din 2000) |
| Naționalitate                                            | Populația                                                | Procent                                                  |
| -------------------------------------------------------- | -------------------------------------------------------- | -------------------------------------------------------- |
| Chineză Han                                              | 34.465.039                                               | 95,20%                                                   |
| manciurieni                                              | 1.037.080                                                | 2,86%                                                    |
| coreeni                                                  | 388.458                                                  | 1,07%                                                    |
| mongol                                                   | 141.495                                                  | 0,39%                                                    |
| Hui                                                      | 124.003                                                  | 0,34%                                                    |
| Xibe                                                     | 43.608                                                   | 0,12%                                                    |
| Hezhe                                                    | 8.886                                                    | 0,03%                                                    |

## Orașe
- Harbin (哈尔滨市),
- Qiqihar (齐齐哈尔市),
- Heihe (黑河市),
- Daqing (大庆市),
- Yichun (伊春市),
- Hegang (鹤岗市),
- Jiamusi (佳木斯市),
- Shuangyashan (双鸭山市),
- Qitaihe (七台河市),
- Jixi (鸡西市),
- Mudanjiang (牡丹江市),
- Suihua (绥化市)